# Microscopie à force de résonance magnétique
 (décembre 2010).
La microscopie à force de résonance magnétique (en anglais, magnetic resonance force microscopy) est une technologie de microscopie à sonde locale. C'est un procédé de nano-IRM développé depuis le début des années 1990.

## Principe
Le procédé s'appuie premièrement sur le phénomène de résonance magnétique, déjà mis en œuvre par l'IRM : un champ magnétique radiofréquence bascule hors d'équilibre les spins s'il est à la fréquence de Larmor. Un gradient de champ magnétique code spatialement cette fréquence de résonance avec une résolution spatiale proportionnelle à son amplitude. Il s'appuie deuxièmement sur la technique de microscopie à force atomique. Le nanodétecteur détecte la résonance des spins grâce à un levier mécanique, capable de vibrer à partir de l'absorption d'une quantité d'énergie très faible. Sa vibration est détectée par un interféromètre laser.

## Histoire

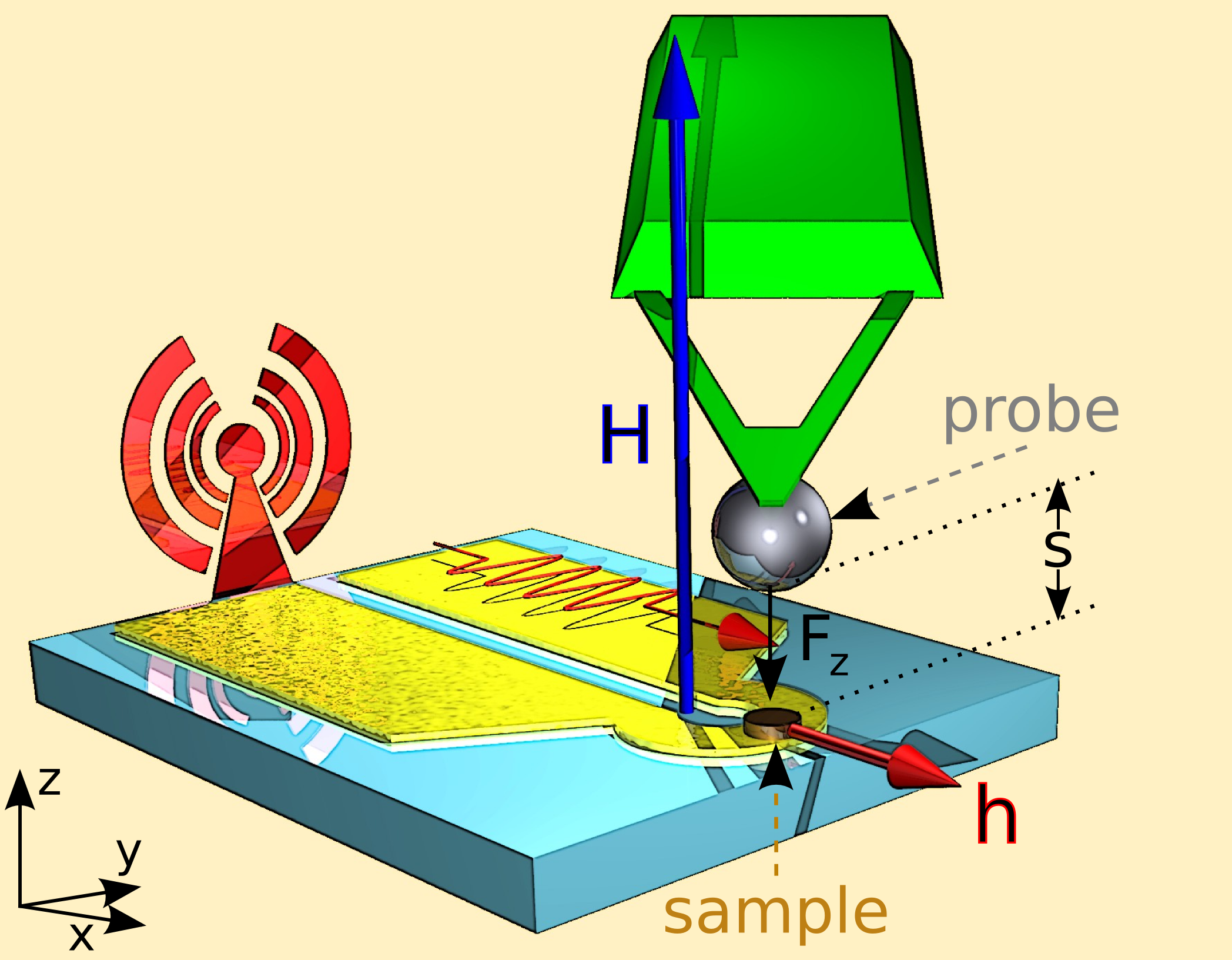
Un MRFM

Reconnaître une utilité à placer l'échantillon dans un champ inhomogène est un concept assez contre-intuitif pour un spectroscopiste de la résonance magnétique. La première détection mécanique de la résonance magnétique nucléaire (RMN) fut obtenue par D.F. Evans en 1955 et a longtemps été perçue comme une simple prouesse technique faute d'avoir su exploiter cet intérêt du codage spatial.
À l'époque, Evans cherchait de nouveaux moyens pour mesurer la composante statique de la susceptibilité nucléaire. Inspiré par la balance de Faraday, il propose de placer l'échantillon dans un champ inhomogène afin d'y exercer une force dessus. Il note que la sensibilité de son dispositif est comparable à celle d'une détection inductive. Dans son commentaire de conclusion, il écrit cependant, que sa technique n'aura sans doute aucune utilité pratique : l'emploi d'un champ inhomogène étant nécessaire, la résolution spectrale est intrinsèquement mauvaise.
On note en 1961, une mention faite par A. Abragam dans l'introduction de son livre , puis en 1967, une tentative par Alzetta et al. de détecter mécaniquement le signal de résonance paramagnétique électronique du diphénylpicrylhydrazyle (DPPH). Dans ce cas, l'échantillon est placé dans un champ homogène et le couple est mesuré.
Côté détection mécanique, peu de travaux s'ensuivront pendant plusieurs dizaines d'années. Elles furent remises au goût du jour par J.A. Sidles en 1991 au vu des progrès obtenus à la fois en IRM mais aussi en microscopie à force atomique (AFM). Sidles souligne l'avantage d'utiliser un détecteur proportionnel au gradient de champ, permettant d'augmenter fortement la résolution spatiale sans détérioration de la sensibilité, en opérant dans un champ très inhomogène. 
La première image fut obtenue en 1993 chez IBM, avec une résolution au micromètre. La résolution au nanomètre fut atteinte en 2003. La détection d'un seul spin fut réussie en 2004. En 2009, on a obtenu une image du virus de la mosaique du tabac.
Des études consécutives montrèrent la remarquable amélioration de la résolution spatiale en imagerie RPE, RMN et RFM.